# Edi Andradina
Edi Carlo Dias Marçal (* 13. September 1974 in Andradina), auch bekannt als Edi Andradina, ist ein ehemaliger brasilianischer Fußballspieler.

## Karriere
Edi Andradina spielte in seiner brasilianischen Heimat für den Mogi Mirim EC und SE Matsubara. 1998 unterschrieb er einen Vertrag beim russischen Zweitligisten Arsenal Tula. Für Arsenal bestritt er 78 Zweitligaspiele und schoss dabei 45 Tore. In der Saison 1998 wurde er mit 27 Toren Torschützenkönig. 2000 unterschrieb er einen Vertrag beim japanischen Erstligisten Gamba Osaka. Danach spielte er beim Zweitligisten Ōita Trinita, Albirex Niigata und Consadole Sapporo. 2002 feierte er mit Ōita die Meisterschaft und den Aufstieg in die erste Liga. 2004 kehrte er nach Brasilien zurück. Hier spielte er bis 2005 für EC Santo André und AA Portuguesa (SP). 2004 gewann er mit Santo André den Copa do Brasil. 2005 unterschrieb er einen Vertrag beim polnischen Erstligisten Pogoń Stettin. Für Pogoń bestritt er 70 Erstligaspiele und schoss dabei 22 Tore. Am Ende der Saison 2006/07 stieg der Verein in die zweiten Liga ab. 2007 wechselte er zu Korona Kielce. 2007/08 stieg der Verein ab, aber gleich darauf wieder auf. Für dem Verein bestritt er 114 Ligaspiele und schoss dabei 29 Tore. 2011 kehrte er zu Pogoń Stettin zurück. 2012 wurde er mit dem Verein Vizemeister der zweiten Liga und stieg in die erste Liga auf. 2013 beendete er seine Karriere als Fußballspieler.

## Erfolge
Santo André
- Brasilianischer Pokalsieger: 2004